# Европско првенство у атлетици у дворани 1973 — троскок за мушкарце
Такмичење у троскоку у мушкој конкуренцији на 4. Европском првенству у атлетици у дворани 1973. одржано је 10. марта 1973. године у Арени Ахој у Ротердаму, Холандија.
Титулу европског првака освојену на Европском првенству у дворани 1972. у Греноблу није бранио троструки европски првак у дворани Виктор Сањејев из Совјетског Савеза.

## Земље учеснице
Учествовало је 11 атлетичара из 8 земаља.
1. Западна Немачка (2)
2. Југославија (1)
3. Норвешка (1)
4. Пољска (1)
5. Румунија (1)
6. Совјетски Савез (2)
7. Финска (1)
8. Француска (2)

## Рекорди
Извор:
| Рекорди пре почетка Европског првенства у дворани 1973.     | Рекорди пре почетка Европског првенства у дворани 1973. | Рекорди пре почетка Европског првенства у дворани 1973. | Рекорди пре почетка Европског првенства у дворани 1973. | Рекорди пре почетка Европског првенства у дворани 1973. | Рекорди пре почетка Европског првенства у дворани 1973. |
| ----------------------------------------------------------- | ------------------------------------------------------- | ------------------------------------------------------- | ------------------------------------------------------- | ------------------------------------------------------- | ------------------------------------------------------- |
| Светски рекорд                                              | Виктор Сањејев                                          | Совјетски Савез                                         | 16,97                                                   | Гренобл Француска                                       | 11. март 1972.                                          |
| Европски рекорд у дворани                                   | Виктор Сањејев                                          | Совјетски Савез                                         | 16,97                                                   | Гренобл Француска                                       | 11. март 1972.                                          |
| Рекорди европских првенстава                                | Виктор Сањејев                                          | Совјетски Савез                                         | 16,97                                                   | Гренобл Француска                                       | 11. март 1972.                                          |
| Рекорди после завршеног Европског првенства у дворани 1973. |                                                         |                                                         |                                                         |                                                         |                                                         |
| Нових рекорда није било.                                    |                                                         |                                                         |                                                         |                                                         |                                                         |

## Освајачи медаља
|                      |                          |                                |
| Карол Корбу Румунија | Михал Јоахимовски Пољска | Михаил Барибан Совјетски Савез |

## Резултати

### Финале
Извор:
| Пласман | Атлетичарка       | Земља           | Резултат | Белешка |
| ------- | ----------------- | --------------- | -------- | ------- |
|         | Карол Корбу       | Румунија        | 16,80    |         |
|         | Михал Јоахимовски | Пољска          | 16,75    |         |
|         | Михаил Барибан    | Совјетски Савез | 16,38    |         |
| 4.      | Андре Рота        | Француска       | 16,21    | ЛР      |
| 5.      | Кирстен Флегстад  | Норвешка        | 16,14    | ЛР      |
| 6.      | Николај Дудкин    | Совјетски Савез | 16,09    |         |
| 7.      | Рихард Кик        | Западна Немачка | 16,01    | ЛР      |
| 8.      | Бернар Ламитје    | Француска       | 15,96    |         |
| 9.      | Јоахим Куглер     | Западна Немачка | 15,90    | ЛР      |
| 10.     | Милан Спасојевић  | Југославија     | 15,63    |         |
| 11.     | Еса Рине          | Финска          | 15,25    | ЛР      |

## Укупни биланс медаља у троскоку за мушкарце после 4. Европског првенства у дворани 1970—1973.
|    | Земља           |   |   |   |    |
| -- | --------------- | - | - | - | -- |
| 1. | Совјетски Савез | 3 | 0 | 3 | 6  |
| 2, | Румунија        | 1 | 2 | 1 | 3  |
| 3. | Источна Немачка | 0 | 1 | 0 | 1  |
| 3. | Пољска          | 0 | 1 | 0 | 1  |
|    | Укупно {4}      | 4 | 4 | 4 | 12 |

|    | Атлетичар      | Земља           |   |   |   |   |
| -- | -------------- | --------------- | - | - | - | - |
| 1. | Виктор Сањејев | Совјетски Савез | 3 | 0 | 0 | 3 |
| 2. | Карол Корбу    | Румунија        | 1 | 2 | 0 | 3 |